# 49-й корпус ППО (Україна)
49-й Волгоградський Червонопрапорний корпус протиповітряної оборони (49 кППО) — оперативно-тактичне з'єднання військ протиповітряної оборони в складі Збройних сил України, що існувало у 1992—2004 роках.
Після реформи 2004 року корпус був об'єднаний з 40-м авіаційним крилом, утворивши Повітряне командування «Центр».

## Історія
Влітку 1992 року 49-й корпус ППО СРСР увійшов до Збройних сил України у складі Військ Протиповітряної оборони ЗС України.
2004 року у ході реформування збройних сил України, військово-повітряні сили й війська протиповітряної оборони були об'єднанні у єдиний вид — Повітряні сили України. На фондах 49-го корпусу ППО і 40-го авіаційного крила створено Повітряне командування «Центр» (м. Васильків).

## Склад
1992 рік
- 146-й гвардійський винищувальний авіаційний полк ППО (в/ч 23234, м. Васильків)
- 636-й винищувальний авіаційний полк ППО (в/ч 55758, м. Краматорськ)
- 933-й винищувальний авіаційний полк ППО (в/ч 65244, м. Дніпропетровськ)
- 96-та зенітна ракетна бригада (в/ч 27309, м. Васильків)
- 148-ма зенітна ракетна бригада (в/ч 44397  м. Харків)
- 212-й зенітна ракетна бригада (в/ч 96443, м. Маріуполь)
- 138-й зенітний ракетний полк (в/ч 96402, м. Дніпропетровськ)
- 276-й зенітний ракетний полк (в/ч 44703, м. Світловодськ)
- 317-й зенітний ракетний полк (в/ч 96444, м. Луганськ)
- 392-й гв. зенітний ракетний полк (в/ч 83216, м. Умань)
- 508-й зенітний ракетний полк (в/ч 83561, м. Донецьк)
- 613-й зенітний ракетний полк (в/ч 07088, м. Кривий Ріг)
- 138-ма радіотехнічна бригада (в/ч 18708, м. Васильків)
- 164-та радіотехнічна бригада (в/ч 44343, м. Харків)
- 223-та окрема транспортна авіаескадрилья (Жуляни)

## Командування
З 1996—1997 рр. посада командира корпусу ППО ВС України перетворена в командувач корпусом ППО. 
- (1992—1998) генерал-лейтенант Походзіло Микола Давидович
- (1998—2001) генерал-лейтенант Калінюк Віктор Юхимович
- (2002—2004) генерал-майор Хрус Олександр Миколайович

### Начальники штабу
- (1992—1996) генерал-майор Куркчи Анатолій Семенович[2]
- (1996—1998) полковник Романенко Ігор Олександрович
- (1999—2004) генерал-майор Дорошко Микола Андрійович